# A Touch of Evil
 A Touch of Evil  é uma canção da banda de heavy metal britânica Judas Priest, incluída no álbum   Painkiller de 1990.[carece de fontes?] Composta por K.K. Downing, Rob Halford, Glenn Tipton e Chris Tsangarides – este último contribuiu com o riff principal e também foi o produtor. Em 1991 foi lançada como segundo single do disco e alcançou a posição 29 da parada musical  Mainstream Rock Tracks, dos EUA.
Sua letra fala de magia negra, possessão demoníaca e da tentação de cometer atos de maldade. No entanto, em entrevista para a revista Metal Hammer em janeiro de 2004, Halford explicou que a canção tratava de amor, ainda que na forma de uma metáfora sombria.

## Faixas
| N.º | Título                                                                  | Compositor(es)                        | Duração |  |
| 1.  | "A Touch of Evil"                                                       | Halford, Tipton, Downing, Tsangarides | 4:15    |  |
| 2.  | "Between the Hammer and the Anvil"                                      | Halford, Tipton, Downing              | 4:49    |  |
| 3.  | "You've Got Another Thing Comin'" (ao vivo, retirada de Priest...Live!) | Halford, Tipton, Downing              | 7:53    |  |